# بیل کنکت
بیل کنکت (انگلیسی: Bill Knecht؛ ۱۰ مارس ۱۹۳۰ – ۱۷ دسامبر ۱۹۹۲) قایقران روئینگ اهل ایالات متحده آمریکا بود.
وی در مسابقات کشوری و بین‌المللی در مجموع برندهٔ ۴ مدال طلا، ۱ مدال نقره شده‌است.